# Glødende Sand
Glødende Sand (originaltitel The Voice from the Minaret) er en amerikansk stumfilm fra 1923 af Frank Lloyd.

## Medvirkende
- Norma Talmadge som Adrienne Carlyle
- Eugene O'Brien som Andrew Fabian
- Edwin Stevens som Leslie Carlyle
- Winter Hall som Bishop Ellsworth
- Carl Gerard som Barry
- Claire Du Brey som La Fontaine
- Lillian Lawrence som Gilbert
- Albert Prisco som Seleim